# Río Paraguay

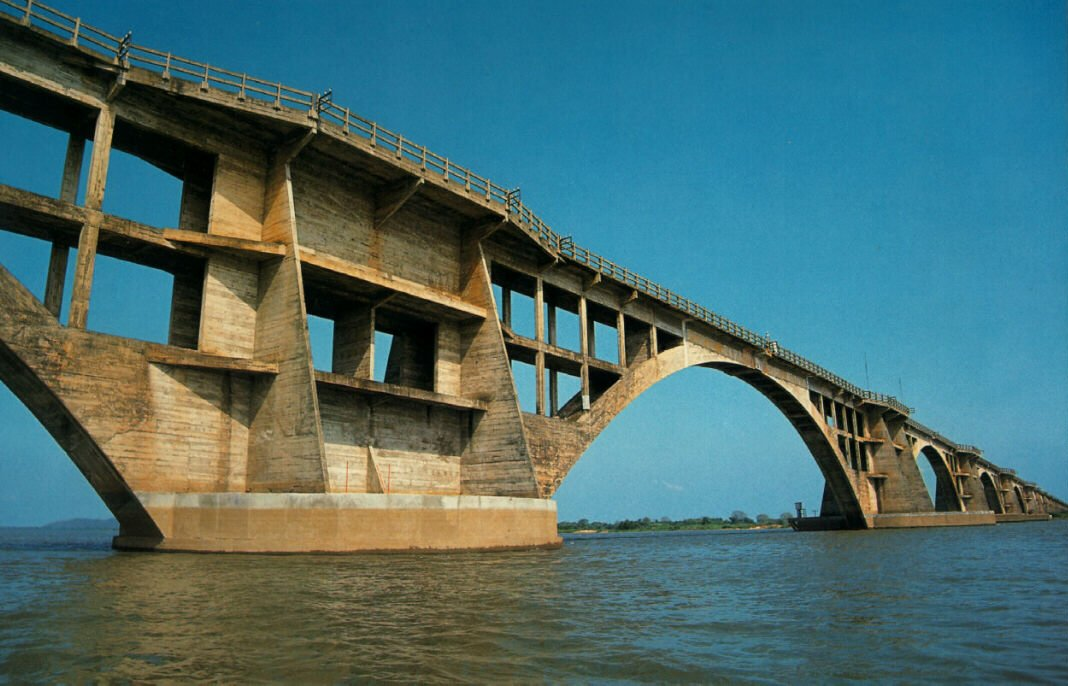
Puente del ferrocarril sobre el río Paraguay, en Corumbá, Mato Grosso del Sur, entre Brasil y Bolivia.

El río Paraguay (en portugués: rio Paraguai; en guaraní: Ysyry Paraguái) es un largo río del centro de América del Sur que fluye en dirección sur. Es el principal afluente del río Paraná y uno de los más importantes de la cuenca del Plata. Nace en Brasil, discurre brevemente (48 km) por Bolivia, cruza Paraguay y, en su tramo final, sirve de límite entre este último país y Argentina, hasta desaguar en el río Paraná frente a la localidad argentina de Isla del Cerrito. Es la principal arteria fluvial de la región, en especial, de Paraguay. Su cuenca, que tiene una superficie de 1 170 000 km², está entre las 20 mayores de la Tierra. Tiene una longitud total de 2695 km, que lo sitúan también entre los 40 ríos más largos del mundo.
Su curso alto forma en gran parte los mayores humedales de América: los Bañados de Otuquis y el Gran Pantanal (hasta el siglo XIX, Laguna de Xarayes), que actúa como un gigantesco regulador de su caudal, y, a su vez, del caudal del río Paraná.

## Toponimia
El nombre es de origen guaraní, pero se ha llegado a una conclusión definitiva sobre el origen del nombre Paraguay. Las interpretaciones más comunes a lo largo de la historia sugieren:
- Río que origina un mar.[4]
- Agua de los payaguaes (payaguá-y, payaguá-i):[5] El militar y científico español Félix de Azara enunciaba estas dos versiones, la primera se refería a los naturales payaguaes que vivían a las orillas del río; y la otra refiere a que se debía al nombre de un gran cacique llamado 'Paraguaio'.
- Aguas de Paragua (corona de plumas), cacique que pactó con los españoles: Versión del investigador paraguayo Jorge Rubiani.[6]
- Río que pasa por el mar (Gran Pantanal): Versión del historiador y escritor franco-argentino Paul Groussac.
- Río de los moradores del mar: El expresidente y político paraguayo Juan Natalicio González sostenía esta versión.
- Río coronado: Interpretación de fray Antonio Ruiz de Montoya.

## Geografía
El río Paraguay nace en la región brasileña de Alto Paraguai, en el Mato Grosso, cerca de la ciudad de Alto Paraguai. Luego discurre en la región brasileña de Diamantino, cerca de la ciudad de Barra do Bugres, que es el final de su curso navegable, para luego ir en dirección sur a través de las marismas del Gran Pantanal. En un corto tramo, forma frontera con Bolivia, entre la laguna La Gaiba y el laguna Mandioré. Se interna a continuación en el Paraguay, bañando su capital: Asunción y, luego de la desembocadura por la margen derecha de uno de sus afluentes: el río Pilcomayo, su curso comienza a ser la frontera entre la Argentina y el Paraguay. 208 kilómetros antes de la confluencia con el río Paraná baña las costas de la ciudad de Formosa. Termina desaguando en la margen derecha del río Paraná, frente a la localidad argentina de Paso de la Patria y en las márgenes de la isla argentina del Cerrito, poco antes de la ciudad, también argentina, de Corrientes.
El río tiene una longitud total de 2695 km, de los que: 
- 1393 km discurren por territorio brasileño;
- 48 km forman frontera entre Brasil y Bolivia;
- 332 km frontera entre Brasil y Paraguay;
- 542 km discurren exclusivamente en territorio paraguayo; y
- 380 km forman frontera entre Argentina y Paraguay.

## Caudal
Su pequeñísimo desnivel (5 a 6 cm/km) y los muchos meandros que se forman, son la causa de la extrema lentitud de su curso, hasta el extremo de que se ha calculado que lleva cerca de 6 meses que el agua que fluye de Corumbá, en Brasil, llegue al Río de la Plata.
Su régimen es bastante constante, con un rendimiento promedio de 4300 m³/s. Es por tanto un importante contribuyente a la corriente del Río de la Plata.

## Afluentes
Los principales afluentes del río Paraguay son los siguientes:
- Curso Superior:

- río Jaurú (o Yaurú), que le alimenta por la derecha. Fue la frontera entre Brasil y el Virreinato del Río de la Plata, y hasta 1870 reivindicada como frontera por el estado paraguayo en la región chaqueña.
- río Cuiabá, alrededor de la latitud 17º58'S, por la izquierda, un caudaloso río navegable que baña la metrópoli de Cuiabá.
- río Miranda (o Mbotetey), por la izquierda, también muy caudaloso, poco después de pasar Puerto Suárez y Corumbá.
- río Bambural (o Tucava), por la derecha, hacia el paralelo 19º57'S.
- río Aquidabán (o Aquidabán del Norte), tras el codo del paralelo 20°S llamado Bahía Negra, a continuación, de la ciudad paraguaya de Fuerte Olimpo.
- río Branco, pasado el Aquidabán.
- río Apa, por la izquierda, en el límite de su curso medio, que constituye desde 1870 la actual frontera paraguayo-brasileña.

- Curso Medio:

- río Verde (también conocido como "Yavavery" o "Fogones"), con las aguas procedentes del Gran Chaco
- río Ypané, por la izquierda, tras pasar la antigua ciudad de Concepción, a la altura de Trópico de Capricornio.
- río Pilcomayo, por la derecha, proveniente desde el Gran Chaco boliviano haciendo frontera entre Argentina y Paraguay, frente a las ciudades de Asunción (capital de Paraguay) y Clorinda (Argentina).

- Curso inferior:

- río Tebicuary, por la izquierda.
- río Bermejo, uno de sus mayores afluentes, proveniente de los Andes del noroeste de Argentina y Bolivia, que proporciona alrededor de 400 metros cúbicos por segundo y una gran cantidad de sedimentos, pasada la ciudad de Pilar.

## Uso

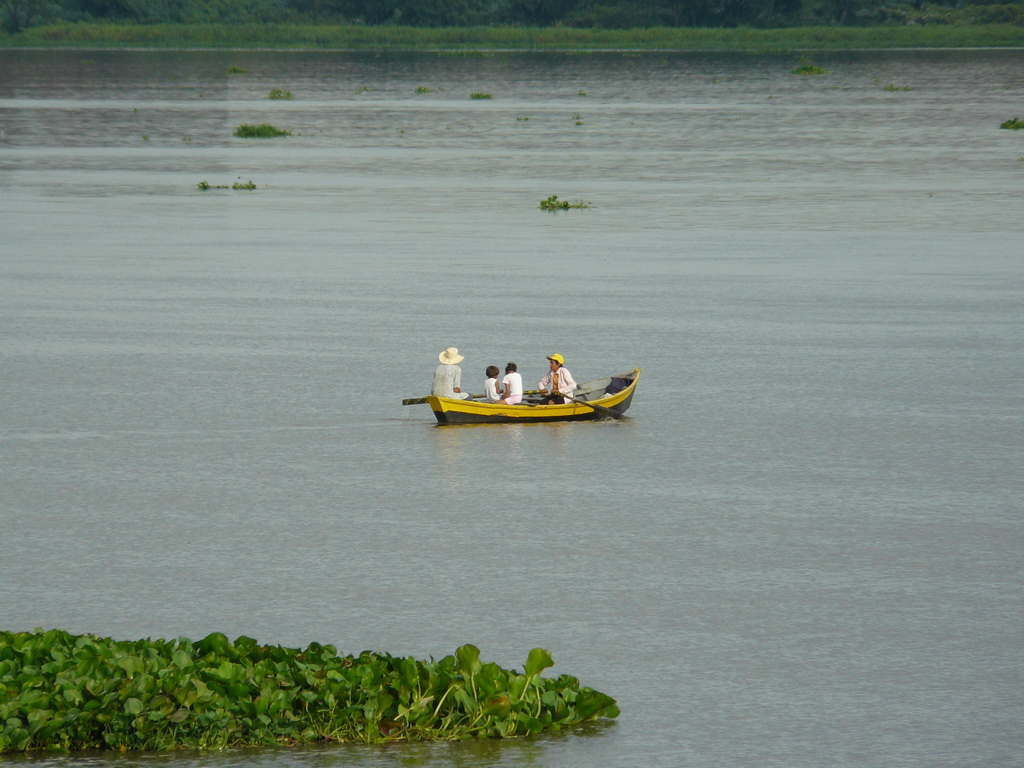
Río Paraguay a su paso por Mariano Roque Alonso.

El río Paraguay es el segundo mayor río de Cuenca del Plata, drenando gran parte del norte de Argentina, del sur de Brasil, partes de Bolivia y todo el territorio del Paraguay. A diferencia de muchos de los grandes ríos de la cuenca del Paraná, en el río Paraguay no ha sido construida ninguna central hidroeléctrica y, por ello, no tiene represas en su curso y su curso es casi enteramente navegable, siendo la segunda vía fluvial del continente por longitud tras el río Amazonas. Esto hace que sea una importante vía de transporte marítimo y un corredor comercial, proporcionando un vínculo muy necesario entre el océano Atlántico y las naciones sin litoral de Paraguay y Bolivia. Sirve a ciudades tan importantes como Asunción y Concepción, en Paraguay, y Formosa, en Argentina.
El río es también fuente de actividad comercial, en forma de riego para la agricultura y pesca. Es el soporte de una forma de vida de un gran número de pescadores pobres, que viven a lo largo de sus riberas y obtienen la mayoría de sus ingresos de la venta de su pescado en los mercados locales, además de ser un importante sustento alimenticio para sus familias. Esta situación ha creado problemas en grandes ciudades como Asunción, donde la pobreza de los agricultores del interior del país ha poblado las orillas del río en busca de un estilo de vida más fácil. Las inundaciones estacionales de las riberas obligan a esos miles de residentes desplazados a buscar refugio temporal hasta que las aguas decrezcan. Los militares paraguayos se han visto obligados a destinar tierra en una de sus reservas en la capital a alojamientos de emergencia para estos desplazados.

### Navegación

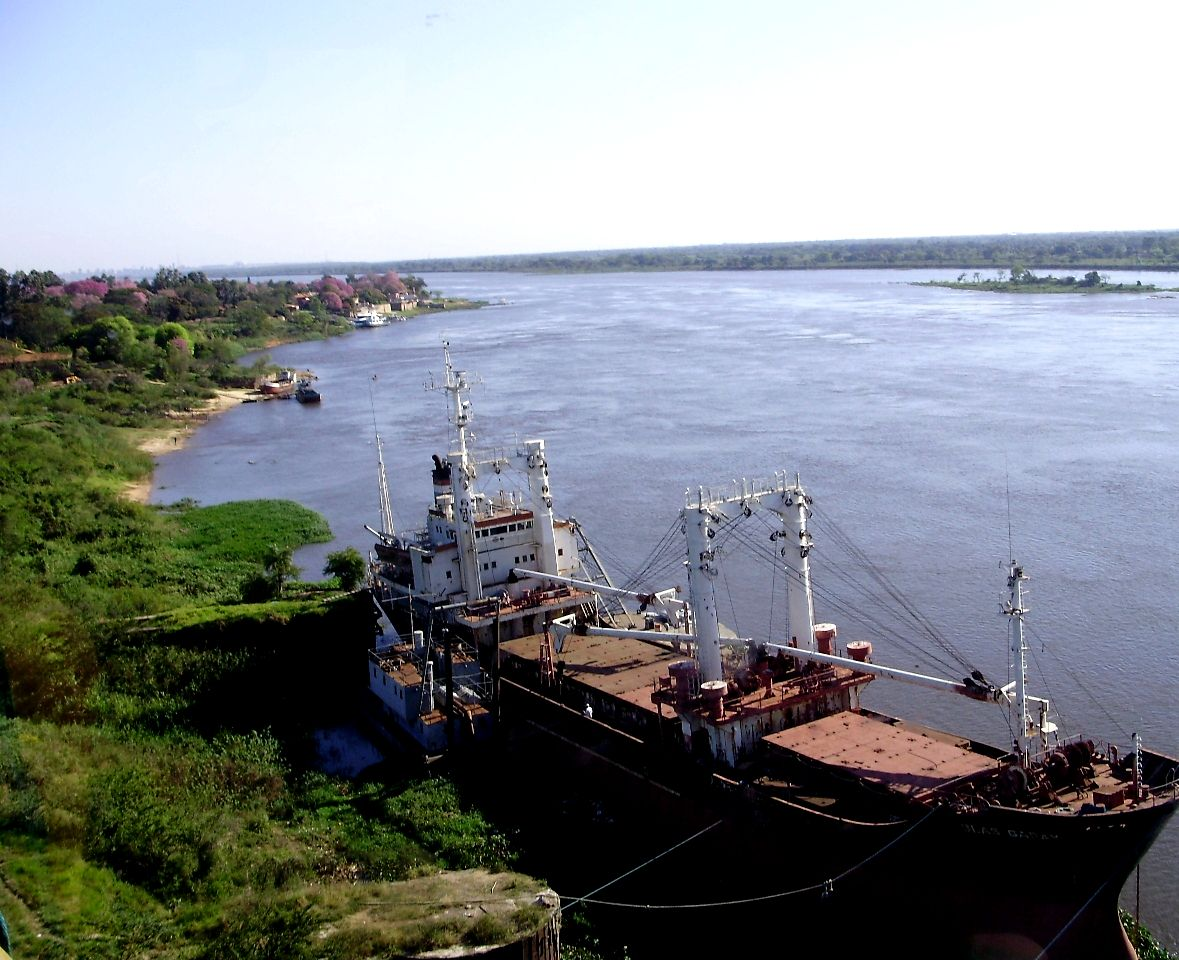
Tramo inferior del río Paraguay.

La red navegable todo el año tiene una longitud de 2.210 km. El río Paraguay, en términos de navegación, se divide en cuatro sectores:

#### Curso inferior del río Paraguay
Este sector comprende 346 kilómetros y es el tramo entre la confluencia con el río Paraná y la ciudad de Itá Piru, situada 52 km al sur de Asunción. En esta zona el río tiene una pendiente de 5,2 cm/km y sufre el efecto del estancamiento del Paraná en períodos de crecida.
Embarcaciones de dos metros de calado pueden llegar a la ciudad de Asunción durante todo el año. Más del 75% de las veces, es incluso accesible a buques de 3 metros de calado (aproximadamente 1500 toneladas).

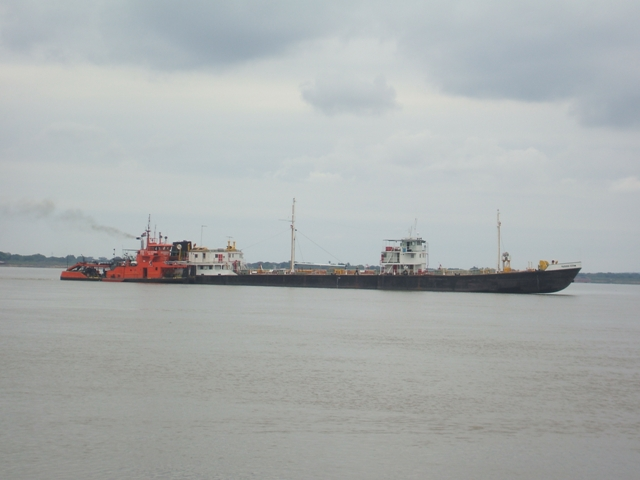
Vista de un Barco en el Río Paraguay, cerca de Asunción.

#### Curso medio del río Paraguay
Este sector comprende 585 km y se extiende desde Itá Piru hasta el río Apa, en la frontera entre Brasil y Paraguay. Tiene una pendiente de 6,5 cm/km. Es navegable para un calado de 2,47 m durante el 70% del año.
En este sector es donde están los mayores inconvenientes para la navegación, como afloramientos aislados, bancos de arena y curvas muy cerradas, que a veces obligan a algunos barcos a desarmar, lo que aumenta los costos.

#### Curso alto del río Paraguay
Este sector comprende 1326 km y va desde el río Apa y el puerto de Cáceres (a 2262 km de la desembocadura). Es la zona más pantanosa, la que cruza el Gran Pantanal y los Bañados de Otuquis. La pendiente media es de 3,1 cm/km y la profundidad varían entre 5,2 y 13 metros, salvo en bajos y pasos donde la profundidad cae a 1,56 m. En la zona llamada Fecho dos Morros, la pendiente del río pasa a ser de 2,6 a 1,3 cm/km y la velocidad de la corriente se reduce considerablemente. Entre el río Apa y la ciudad de Descalvado hay mucho mejores condiciones de navegación que en la parte superior del Paraguay medio. Descalvado se encuentra 195 km al sur de Cáceres. (16°45′S 57°45′O / -16.750, -57.750)
Para Brasil, el canal entre Corumbá y Cáceres, con una longitud de 720 km, es de gran importancia, porque es el principal medio de transporte de la región de Cáceres con el que otros medios de transporte no pueden competir con la navegación, y ello a pesar de las dificultades que enfrenta.

#### Curso del Paraguay Superior
Este sector comprende unos 377 km, y se extiende al norte de Cáceres hasta Barra dos Bugres (en el km 2626). Es navegable en los primeros 39 km (confluencia del río Sepotuba), durante casi todo el año, para embarcaciones de 1,82 m de calado. Más allá de este punto es navegable solo en época de inundaciones o para pequeños embarcaciones.
Las condiciones de acceso al puerto de Cáceres se mantienen con un dragado sistemático, a pesar de la baja demanda de cargos en este puerto. Sin embargo, la reciente expansión de la agricultura en el norte de los estados de Mato Grosso y Rondonia genera un aumento de la demanda de transporte fluvial, lo que justifica la inversión realizada.

### Puertos fluviales del río Paraguay
| Ciudad portuaria             | Punto km. (desde la confluencia) | Punto km. (desde Buenos Aires) | Notas                          |
| ---------------------------- | -------------------------------- | ------------------------------ | ------------------------------ |
| Formosa (Argentina)          | 208                              | 1.453                          |                                |
| Puerto Pilcomayo (Argentina) | 377                              | 1.625                          |                                |
| Asunción (Paraguay)          | 390                              | 1.638                          |                                |
| Porto Murtinho (Brasil)      | 994.5                            | 2.236                          | Puerto sobre la orilla del río |
| Porto Esperança (Brasil)     | 1.391                            | 2.639                          | 13 amarres fijos               |
| Porto da Manga (Brasil)      | 1.466                            | 2.704                          | 169 m de muelle                |
| Ladário (Brasil)             | 1.534                            | 2.769                          | 13 amarres fijos               |
| Corumbá (Brasil)             | 1.534                            | 2.782                          | 208 m de muelle                |
| Puerto Suárez (Bolivia)      | 1.534                            | 2.782                          |                                |
| Cáceres (Brasil)             | 2.262                            | 3.510                          | 13 amarres fijos               |

### Pesca
En el río Paraguay y sus afluentes, la pesca durante los meses que se permiten es destacada: el surubí, el pacú y varias especies de bagres son abundantes. Además, pueblan sus aguas miles de yacarés, a veces hasta de 4,29 m de largo.

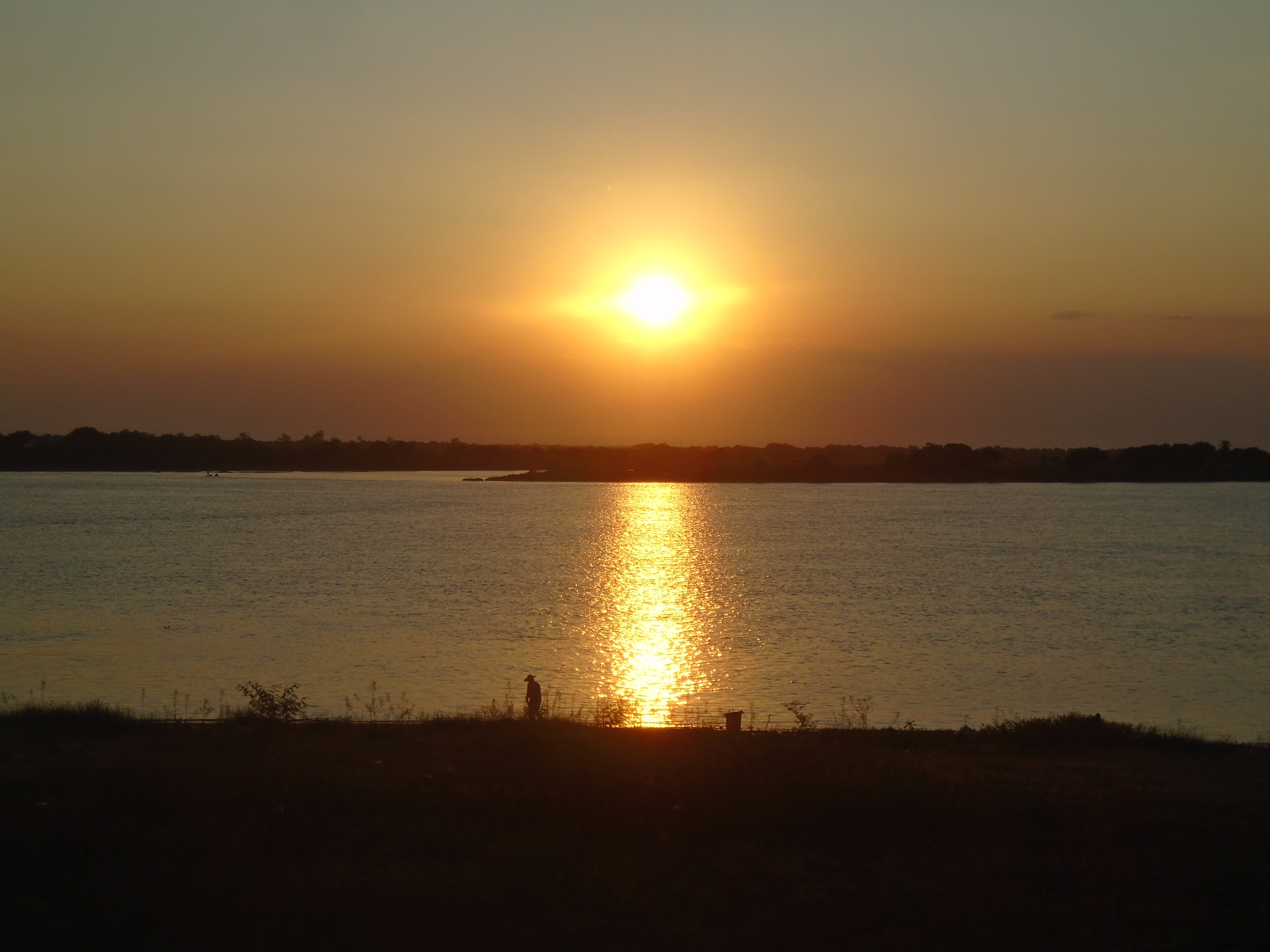
Atardecer en el río Paraguay, a su paso por Concepción (Paraguay).

### Principales ciudades
- Asunción (Paraguay) 2.929.461 habitantes (área metropolitana) (2010).
- Formosa (Argentina) 256.783 habitantes (2008).
- Corumbá (Brasil) 101.000 habitantes.
- Cáceres (Brasil) 85.274 habitantes.
- Concepción (Paraguay) 79.378 habitantes.
- Clorinda (Argentina) 52.837 habitantes.
- Villa Hayes (Paraguay) 71.493 habitantes.
- Pilar (Paraguay) 32.810 habitantes.
- Puerto Suárez (Bolivia) 22.000 habitantes.
- Puerto Busch (Bolivia) 15.626 habitantes.
- Alto Paraguay (Paraguay) 16.991 habitantes.